# Јасна Богојевић
Јасна Богојевић (1946-2015, Београд) је била новинарка и антиратна активисткиња. 
Помагала је у оснивању Иницијативе младих за људска права. Јасна је радила у Фонду за хуманитарно право.
Једна је од ретких који нису пропустили ниједно вече антиратне акције Паљење свећа. Била је чланица Београдског круга. Једна је од оснивачица групе Живети у Сарајеву, основане у Београду за време Опсаде Сарајева. Учествовала је у организовању антиратне акције Црни флор.

## Биографија
Има две кћерка, Тању и Весну. Сестра јој се зове Злата. 

## Активизам
Била је чланица „свих могућих антиратних организација” од самог почетка ратова на подручју бивше Југославије, према речима Менсуре Луле Микијељ. Лула је додатно назива „див женом”, која је прегурала толико тога. Мало је људи који нису пропустили ниједно вече Паљења свећа од 8. октобра 1991. до 8. фебруара 1992. Милош Урошевић, активиста Жена у црном каже да је Јасна Богојевић била једна од њих. Била је део  антиратних акција Жута трака и Последње звоно. Касније је такође подржавала организовање протеста за права ЛГБТ+ особа. Оснивач Иницијативе младих за људска права и Хартефакт фонда, Андреј Носов, је Јасну Богојевић упознао 2002. године на Међународни дан несталих. Наводи је као неуморну трагачицу и зановетала „што они слабији нису добили више и што није прихваћена пуна истина, и што нема правде, и што се ћути”. Јасна Богојевић је учествовала у оснивању Иницијативе младих за људска права, где је свакодневно помагала. Била је чланица Скупштине Иницијативе од 2004. до 2009. године и чланица Надзорног одбора до своје смрти 2019. године. Андреј Носов је написао:
| „ | Јасна је поносно носила етикету издајнице и активисткиње, која брани људско достојанство. Сећам се и тешких дана, оних када се чинило да ће Београд горети, када су насилници рушили све пред собом. Јасна је тада бринула и чувала сваког. | ” |

Сташа Зајовић је назива моралном вертикалом, која је имала улогу да их „прекоријева, стално прати и бди”. То је представљао њен начин да искаже нежност.  Јасна је  писала на блогу Б92, онда када је он био „епски”, пише Беба Јовановић. Додаје да је на поменутом блогу Јасна била најомраженија. Када је Јасна отишла са блога, јавили су се они који су је највише „пљували” надовезујући се да је „немогуће да је она могла да оде”. 
Деведесетих је заједно са Наташом Кандић скупљала потписе против одвођења грађана Србије на територију Републике Хрватске. Организовале су скупљање поменутих потписа у малом Позоришту Душко Радовић. Након што су им забранили да у позоришту скупљају потписи, организовале су скупљање потписа у Студентском културном центру. Подржали су их Светозар Цветковић, Ружица Сокић, Раде Шербеџија, Рамбо Амадеус. Није изостала ниједне вечери антиратне акције Паљење свећа, коју су организовали Наташа Кандић и Биљана Јовановић. Јасна је учествовала у организацији антиратне акције Црни флор. Такође је учествовала у прикупљању потписа за акцију „100000 потписа за мир”, као део Цивилног покрета отпора за време ратова деведесетих на подручју бивше Југославије. Горан Милетић је Јасни дао надимак грађанка, описујући је као узор како грађани треба да изгледају у Србији. 
Помагала је у раду Фонда за хуманитарно право и била је активисткиња Жена у црном. Написала је текст 2002. године за недељник Време под називом „Патриоте и Родољуби”. Он почиње реченицом:
| „ | Полемика је код нас гадна ствар. Прилепе ти увек нешто: на пример, ‘фрустриране, похлепне, гузате бабе’; а ако нисте то, онда сте антиратни профитер, издајник, плаћеник или, у најмању руку, антисрбин – што укључује и све претходно. | ” |

У поменутом тексту је писала о ратним злочинима почињених над цивилима, од стране војске, полиције, параполиције, паравојске и разних „савесних” добровољаца. Спомиње и логоре Омарска и Мањача. Јасна Богојевић. У тексту „Култура под бомбама” писала је о Сарајеву под Опсадом, које се у том времену бранило и културом. 
Менсура Лула Микијељ и Јасна су се први пут среле на акцији Паљења Свећа. Као и Лула, јасна је била чланица Београдског круга. Јасна, Лула и Бранка Панић су од деведесетих биле најбоље пријатељица, те учествовале у готов свим антиратним догађајима и акцијама. Учествовале су у стајањима средом Жена у Црном. Заједно са Лулом је учествовала у раду хуманитарне организације „Адра”, на пријему и утовару пакета. Лула је написала:
| „ | Било је увијек неколико десетина хиљада пакета и то се радило углавном ноћу, а била је оштра зима. Јасна је јако тешко подносила хладноћу, али је издржавала. Стизала је свуда. | ” |

Лула и Јасна су заједно, помоћу радио-аматера у Београду, одлазиле свако вече и позивале рођаке и пријатеље у окупираном Сарајеву. Тако су сазнавале да су њихови пакети често били заробљени на Палама, а тада је до изражаја долазио Јаснин бес, пише Лула. 
| „ | Била је стварно праведна, увијек на страни жртве и обесправљеног. | ” |

1994. године су добиле текст о Декларацији о слободном и јединственом Сарајеву, коју су иницирали девет бивших градоначелника Сарајева припадника свих националности. Тада су Лула и Јасна у канцеларији Лулиног супруга, слали факсом поменуту Декларацију на многе адресе. Касније су скупљале потписе за њу, којих су прикупиле 15.000 до 1995. године.
Са Женама у Црном су обавезно 11. јула ишле у Сребреницу, поводом обележавања геноцида у Сребреници. Чланови и пријатељи Београдског круга и групе Живети у Сарајеву су 1995. године  посетили окупирано Сарајево, њих 38. Међу њима су биле Јасна и Лула, а пут Лула описује као „дуг и тежак”.  Такође су у аутобусу били Иван Стамболић, Стојан Церовић, Жарко Кораћ. 
Јасна је помогла у организовању изложбе Живјети у Сарајеву 1995. Године. Изложби је допринела и Борка Павићевић. Приказане су слике Ибрахима Љубовића, Аффана Рамића, поред осталих. Помогли су и Никола Џафо и Драгослав Крнајски.
Преминула је 2015. године у Београду.